# Zarožje
Zarožje (en serbe cyrillique : Зарожје) est un village de Serbie situé dans la municipalité de Bajina Bašta, district de Zlatibor. Au recensement de 2011, il comptait 619 habitants.

## Démographie
| 1948  | 1953  | 1961  | 1971  | 1981  | 1991  | 2002 | 2011 |
| ----- | ----- | ----- | ----- | ----- | ----- | ---- | ---- |
| 1 470 | 1 540 | 1 583 | 1 366 | 1 176 | 1 099 | 790  | 619  |

|  |